# 合気道武産会
特定非営利活動法人合気道武産会（あいきどうたけむすかい）は、田中万川の高弟・樋口隆成が設立した、京都府京都市を基点とする特定の会派に所属しない合気道団体である。合気道団体としては国内初のNPO法人の認証を受ける。（京都府指令1府第1号の3　2000年4月20日認証、朝日新聞 『京都NPO案内』 2001年1月17日付朝刊）　　
田中万川が解き伝えた開祖植芝盛平の心と体術、斉藤守弘の合気剣・合気杖の教えに依拠する。 （月刊秘伝編集部編 『関西合気道の巨人・田中万川が解き伝えた開祖の心』　BABジャパン、2006年8月号)
合気道武産道場主・師範は樋口隆成。編著書に『合気道史跡行脚』、『武産合気』、『直伝合気道』、『秘伝合気道』(ISBN 9784894672413) がある。

## 歴史
- 1973年（昭和48年）：合気道武産会を結成
- 2000年（平成12年）：特定非営利活動法人 合気道武産会となる